# Banana Boat Song
The Banana Boat Song là bài hát truyền thống của người da đỏ Jamaica. Bài hát có thể xem là bài hát dân ca của họ.Phiên bản được biết đến nhiều nhất là của Harry Belafonte và là bài hát nổi tiếng nhất của người da đỏ Jamaica. Đây là một bài hát từ quan điểm của những công nhân cầu cảng làm việc đêm tải những chuối Lên trên những con tàu. Ánh sáng ban ngày đã đến, công việc đã xong và họ muốn công việc của họ sẽ được đếm để họ có thể về nhà. Đấy cũng là ý nghĩa của 1 đoạn trong lời bài hát ("Come, Mr. Tally Man, tally me banana/ Daylight come and we wanna go home.").
Bài hát đã được sử dụng trong cảnh quay ăn tối của bộ phim Beetlejuice.